# Samochód pancerny wz. 29
Der Samochód pancerny wz. 29, auch als Ursus oder CWS bekannt, war ein schweres gepanzertes Automobil, das von dem polnischen Heer im Zweiten Weltkrieg eingesetzt wurde. Allerdings kam nur eine Handvoll dieser Panzerwagen im polnischen Verteidigungskrieg von 1939 zum Einsatz.

## Geschichte und Beschreibung
Der Wagen wurde 1929 von dem polnischen Erfinder Rudolf Gundlach entwickelt. Als Basis diente das Chassis des Ursus A2 Lkws und die gepanzerte Hülle wurde von CWS, Warschau gebaut. Die Hauptbewaffnung bestand aus einer kurzen französischen 37-mm-Kanone in der Turmfront, 7,92-mm-MGs auf der rechten und linken Seite des Turmhecks (die Kanone und die MGs wurden alle vom Kommandeur bedient), sowie einem weiteren 7,92-mm-MG im Heck des Rumpfes (vom Heckschützen bedient). Diese Anordnung half zwar, den Turm gut zu stabilisieren, war jedoch schwierig zu bedienen. Mitte der 1930er-Jahre wurde das rechte Turm-MG entfernt. Der Wagen hatte 96 Projektile für die Kanone und 4032 Schuss für die MGs an Bord.
Für die 1920er-Jahre war der Wagen ausreichend gepanzert und bewaffnet, war aber untermotorisiert, hatte keinen Allradantrieb (was seine Geländegängigkeit verschlechterte) und hatte eine hohe Silhouette. Aufgrund dieser Mängel wurden nur 10 bis 13 Wagen gebaut.

## Einsätze
Obwohl er 1939 veraltet war, wurde der Wagen bei Ausbruch des Zweiten Weltkriegs noch eingesetzt. Acht Fahrzeuge wurden der 11. Kavallerie-Brigade der Armee Modlin als Aufklärer hinzugefügt. Sie schlugen sich gut im Kampf, bis zum 16. September wurden jedoch alle zerstört.